# Una vita che ti sogno
Una vita che ti sogno è un singolo del cantante italiano Gianni Morandi, pubblicato il 12 gennaio 2018 come secondo estratto dal quarantesimo album in studio D'amore d'autore.

## Descrizione
Il testo del brano è stato scritto da Tommaso Paradiso, allora frontman dei Thegiornalisti, conosciuto in un ristorante nel 2015. Riguardo a quest'incontro Gianni Morandi ha dichiarato:

## Video musicale
Il videoclip è stato pubblicato il 27 gennaio 2018 sul profilo Vevo del cantante.